# Szökőár
A szökőár kifejezés az árapályjelenség egy különleges esete, a legnagyobb magasságú dagály. Kizárólag újhold idején jön létre, mert ekkor a Nap és a Hold egy irányból vonzza a Földet.
Az árapály jelenségét egyszerre szabályozza a Hold és a Nap gravitációja. A szökőár akkor következik be, amikor a két hatás összeadódik. A Föld tengely körüli forgásának és a holdpálya elemeinek összefüggéseiből adódóan, minden holdhónapban egyszer. Ahogy napfogyatkozás csak újholdkor következhet be, úgy a szökőár is.
Nem tévesztendő össze a holdközelségi szökőárral, amely a holdpálya lapultsága miatt, a Holdnak a Földhöz legközelebbi helyzetében következik be. Ugyanígy nem tévesztendő össze a cunamival.